# Iunno
Iunno è un singolo del rapper statunitense Yung Gravy e del rapper canadese bbno$, pubblicato il 28 novembre 2019  come secondo estratto dal primo album in studio collaborativo Baby Gravy 2 .

## Video musicale
Il video musicale, diretto da TerryGotHeat e Yung Gravy, è stato pubblicato il 13 dicembre 2019 sul canale YouTube di quest'ultimo.

## Tracce
Testi e musiche di Matthew Raymond Hauri, Alexander Leon Gumuchian, Garrett Hartnell.
1. Iunno – 2:37